# Dinastia de Muhàmmad Alí
La dinastia de Muhàmmad Alí (àrab: أسرة محمد علي, usrat Muḥammad ʿAlī) va governar Egipte i el Sudan del 1805 fins al 1952; el nom prové del seu fundador, Muhàmmad Alí Paixà, considerat igualment el fundador de l'Egipte modern. La seva denominació estricta és dinastia alauita (àrab: الأسرة العلوية, al-usra al-ʿalawiyya, ‘dinastia de [Muhàmmad] Alí’), però no se sol utilitzar per evitar confusions amb l'encara vigent dinastia alauita del Marroc, amb la qual no té cap relació. Com que la majoria dels seus components van dur el títol de kediv, també se la coneix com a «dinastia kedivita».

## Història

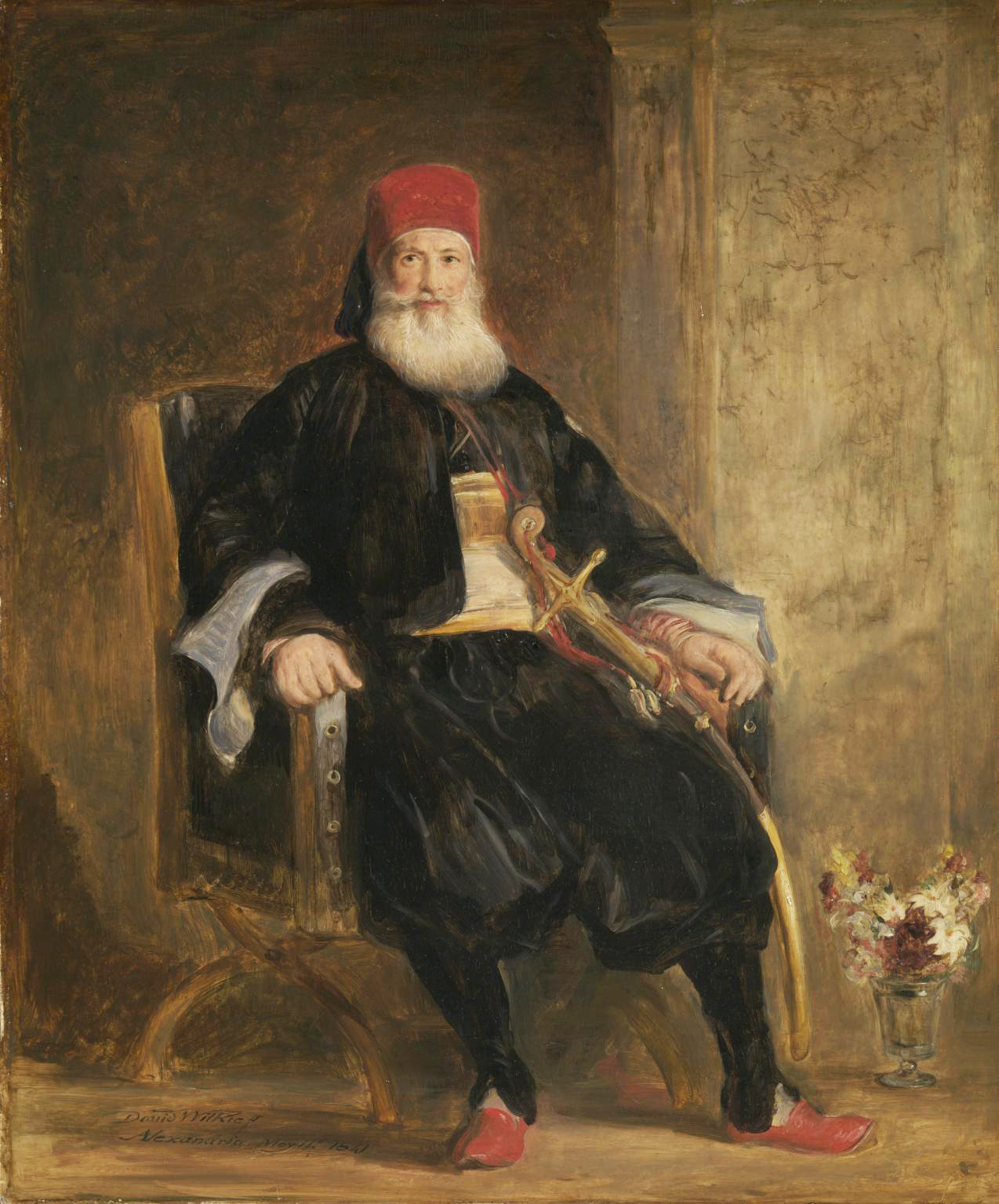
Retrat de Muhàmmad Alí

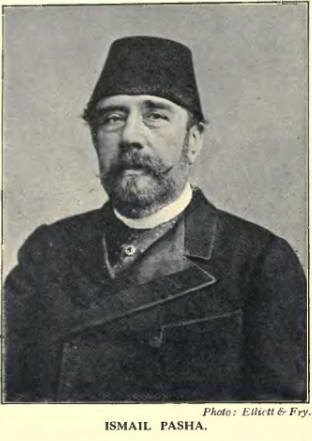
Ismaïl Paixà

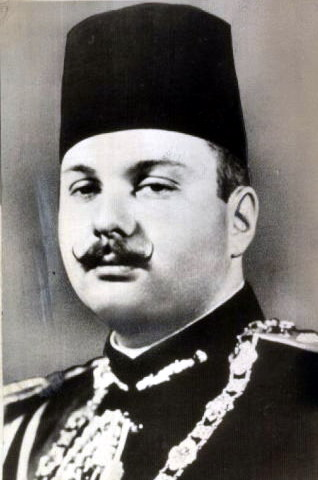
El rei Faruk I

Muhàmmad Alí va ser un comandant albanès de l'exèrcit otomà enviat a Egipte per combatre les forces de Napoleó. Amb la retirada dels francesos, el 1805, i amb el suport del fervor popular, va forçar el soldà otomà Selim III a reconèixer-lo valí (governador) d'Egipte obtenint, de fet, un poder pràcticament independent sobre aquest país. Muhàmmad Alí va transformar-lo en una potència regional que veia com la successora natural de l'Imperi Otomà en declivi, expressant així aquesta idea: «Sóc ben conscient que l'Imperi [otomà] arriba a la fi […] Sobre les seves ruïnes construiré un gran reialme […] que abastarà l'Eufrates i el Tigris.»
En el moment culminant del seu poder, la força militar de d'Alí Paixà i del seu fill Ibrahim amenaçaven la mateixa existència de l'Imperi Otomà, d'on volien substituir-ne la dinastia Osman per la seva pròpia; va caldre la intervenció de les grans potències europees per impedir que les forces egípcies entressin a Constantinoble. A partir d'aleshores, arran del tractat de Londres de 1840, es va estipular que la dinastia seria hereditària però que només regnaria a l'Àfrica i al Sinaí. Muhàmmad Alí havia conquerit el Sudan durant l'inici del seu regnat i aquest control egipci es va consolidar i expandir amb els seus successors, especialment sota els mandats d'Ibrahim i d'Ismaïl Paixà.

### Kedivat i ocupació britànica
Encara que Muhàmmad Alí i els seus descendents van preferir utilitzar el títol de kediv (‘virrei’) que el de valí (‘governador’), de rang inferior, aquest no va ser reconegut oficialment per la Porta otomana (el poder otomà) fins al 1867, quan el soldà Abdülâziz va aprovar el seu ús per Ismaïl Paixà i els seus successors. En contrast amb la política guerrera del seu avi contra la Porta, Ismaïl va procurar reforçar la posició d'Egipte i el Sudan i de la seva dinastia utilitzant menys la confrontació; a base d'adulació i suborns, Ismaïl es va assegurar el reconeixement oficial d'Egipte i la independència virtual del Sudan per part dels otomans. Aquesta llibertat, però, es va veure severament compromesa el 1879, quan el soldà va col·ludir amb les potències europees per tal de deposar Ismaïl a favor del seu fill Tewfik.
Tres anys més tard, la independència d'Egipte i del Sudan va esdevenir poc més que simbòlica quan els britànics van ocupar el país, amb el pretext de donar suport a Tewfik contra els seus adversaris nacionalistes liderats per Ahmed Orabi. Des d'aleshores, el kediv va continuar governant de nom, però en realitat el poder el detenien els britànics a través d'un alt comissionari.
Altrament, els britànics van proclamar el Sudan «condomini angloegipci», un territori sota control mutu, aconseguint així que no fos part integrant d'Egipte. Aquest fet mai no va ser acceptat ni pel govern ni pel poble egipci en general, que insistia en la «unió de la Vall del Nil», i va romandre un assumpte de controvèrsia i enemistat entre Egipte i la Gran Bretanya fins a la independència del Sudan el 1956.

### Soldanat i reialme
El 1914, Abbàs Hilmi II va ser deposat pels britànics a favor del seu oncle Husayn Kamil per haver-se aliat amb l'Imperi Otomà, el qual al seu torn era l'aliat de les Potències Centrals durant la Primera guerra mundial. Així es va posar fi oficialment a la ficció legal de la sobirania otomana sobre Egipte i el Sudan, que ja s'havia acabat oficiosament el 1805. Husayn va ser declarat soldà d'Egipte i el Sudan, i el país va esdevenir un protectorat Britànic.
A causa de l'augment del sentiment nacionalista, com va evidenciar-ho la revolució de 1919, el 1922 la Gran Bretanya va reconèixer formalment la independència egípcia, i el successor de Husayn, Fuad I, va prendre el títol de rei. Tanmateix, l'ocupació i la interferència britànica en els afers egipcis i sudanesos van persistir, en particular a través dels esforços continus de la Gran Bretanya per a despullar Egipte de tot el control sobre el Sudan. Tant pel rei com pel moviment nacionalista això era intolerable, i per accentuar el seu punt de vista, el govern va declarar Fuad i el seu fill Faruk I "reis d'Egipte i el Sudan".

### Dissolució
El regnat de Faruk es va caracteritzar per un disgust nacionalista creixent a causa de la persistència de l'ocupació britànica, per la corrupció i la incompetència i per les conseqüències desastroses de la guerra araboisraeliana de 1948. Tots aquests factors van minar definitivament la posició del rei i van preparar la camí per a la revolució de 1952. Faruk va ser obligat d'abdicar a favor del seu fill Ahmed-Fuad (encara nadó), que va esdevenir el rei Fuad II, mentre que l'administració del país passava a mans del Moviment dels Oficials Lliures sota Muhammad Naguib i Gamal Abdel Nasser. El regnat del rei infant va durar menys d'un any i el 18 de juny de 1953, els revolucionaris van abolir la monarquia i van declarar la república d'Egipte, posant el punt final a un segle i mig de domini de la dinastia d'Alí Muhàmmad.

## Membres de la dinastia de Muhàmmad Alí
Governants (1805-1953)
Valís, autoproclamats kedivs (1805-1867)
- Muhàmmad Alí Paixà (9 de juliol de 1805 - 1 de setembre de 1848)
- Ibrahim Paixà d'Egipte (1 de setembre de 1848 - 10 de novembre de 1848)
- Abbàs Hilmí I (10 de novembre de 1848 - 13 de juliol de 1854)
- Muhàmmad Saïd (13 de juliol de 1854 - 18 de gener de 1863)
- Ismaïl Paixà (18 de gener de 1863 - 8 de juny de 1867)

Kedivs (1867-1914)
- Ismaïl Paixà (8 de juny de 1867 - 26 de juny de 1879)
- Tewfik Paixà (26 de juny de 1879 - 7 de gener de 1892)
- Abbàs Hilmí II (8 de gener de 1892 - 19 de desembre de 1914)

Soldans (1914-1922)
- Hussayn Kamil (19 de desembre de 1914 - 9 d'octubre de 1917)
- Fuad I (9 d'octubre de 1917 - 16 de març de 1922)

Reis (1922-1953)
- Fuad I (16 de març de 1922 - 28 d'abril de 1936)
- Faruk I (28 d'abril de 1936 - 26 de juliol de 1952)
  - Mohammed Ali Tewfik (regent durant la minoria d'edat de Faruk) (28 d'abril de 1936 - 29 de juliol de 1937)
- Fuad II (26 de juliol de 1952 - 18 de juny de 1953)
  - Mohammed Abdul Moneim (regent durant la minoria d'edat de Fuad II) (26 de juliol de 1952 - 18 de juny de 1953)

No governants
- Príncep Mustafà Fazl Paixà
- Príncep Mohammed Ali Tewfik
- Príncep Mohammed Abdul Moneim
- Princesa Fawzia Xirin
- Mohammed Alí (príncep de Saïd)
- Narriman Sadek
- Nazli Sabri
- Mahmud Dramali Paixà